# Шатрашаны
Шатрашаны — село в Сурском районе Ульяновской области. Входит в Чеботаевское сельское поселение. 

## География
Расположено на реке Большая Якла вблизи границы области. Имеется мост через реку, дающий выход к автодороге Астрадамовка — Старое Дрожжаное.
В полукилометре к востоку находится село Татарские Шатрашаны, относящееся к Татарстану. 

## Название
Происхождение названия с. Шатрашаны связано с легендой. Считается, что Иван Грозный во время похода на Казань остановился на берегу реки Белая Якла летом 1552 года. Это была территория Казанского ханства, а для татар русский царь Иван был ханом, и, разбив шатры на ночлег, именно на этом месте появилось словосочетание «шатры хана», трансформировавшееся со временем в Шатрашаны. Основавших здесь русское поселение у небольшого татарского безымянного улуса, расположенного неподалёку. Впоследствии оба этих поселения и стали называться Шатрашаны, трансформированном от словосочетания "шатры хана". Однако данная версия относится к категории так называемой "народной этимологии".

## История
Основано в 1552 году во время похода Ивана Грозного на Казань. 
В 1780 году, при создании Симбирского наместничества, деревня Шетрашан, при речке Якле и ключе Шетрашане, вошла в состав Тагайского уезда.
В 1859 году сельцо Русские Шатрашаны в 1-м стане Буинского уезда Симбирской губернии.
В 1862 году открывается в с. Шатрашаны начальное училище.
В 1863 году прихожанами был построен деревянный храм. Престолов в нём два: главный — во имя Живоначальные Троицы и в приделе — во имя св. Архистратига Божия Михаила. На кладбище есть каменная часовня. В селе земская школа существует с 1864 года..
В 1897 году в Шатрашанах были: одна мечеть, одна церковь. Число дворов — 170, число жителей: мужского пола — 525, женского пола — 505 человек.
Во время революции 1905 года в селе проходили крестьянские волнения, в ходе которых было сожжено имение князя Голицына. После этого в селе начались репрессии со стороны жандармов и армии.
В 1930 году в с. Шатрашаны был образован колхоз "Большевик" и совхоз "Ульяновский". В 1960 году к совхозу присоединились 16 сел: Атяшкино, колхоз "Большевик", Перетяшкино, Тула, 2 пятилетка, Чилим-Искра, Паркино, Помаево, Акуловка, Алейкино, Козловка и др.
В советское время на территории с. Шатрашаны находились: спиртзавод, пекарня, сад - 60 га, пасека.

## Население
| 2010 |
| ---- |
| 293  |

- В 1900 году в 193 дворах жило: 598 м. и 650 ж.[5];

## Известные уроженцы
- Шатрашаны — родина Героя Советского Союза, полного кавалера знака ордена Святого Георгия, генерала армии Ивана Тюленева.

## Достопримечательности
- Памятник-скульптура «Воин-освободитель» (1973 г.)[8]